# Eurema ada
Eurema ada is een vlindersoort uit de familie van de Pieridae (witjes), onderfamilie Coliadinae.
De wetenschappelijke naam van de soort werd in 1887, als Terias ada, gepubliceerd door Distant & Pryer.

## Ondersoorten
- Eurema ada ada
- Eurema ada iona Talbot, 1939 Myanmar, Malakka, Indochina
- Eurema ada indosinica Yata, 1991 Myanmar, Thailand, Vietnam
- Eurema ada prabha Fruhstorfer, 1910 Filipijnen
- Eurema ada yaksha Fruhstorfer, 1910 Natuna-eilanden
- Eurema ada toba (de Nicéville, 1896) Noordoost-Sumatra
  - = Terisa toba de Nicéville, 1896
- Eurema ada varga Fruhstorfer, 1910 West-Java
- Eurema ada choui Gu, 1994 Hainan